# Ghassanidzi
Ghassanidzi (Banu Ghassan) – lud arabski, należący do konfederacji plemiennej Al-Azd, wywodzący się z Arabii Południowej. 
W III wieku przemieścił się również na tereny Arabii Północnej. W VI wieku przyjęli chrześcijaństwo monofizyckie i osiedlili się w Syrii, gdzie w pasie granicznym (limes) cesarstwa wschodniorzymskiego utworzyli państwo ze stolicą w Al-Dżabii. Założycielem państwa był Dżafna, który zapoczątkował dynastię Dżafnidów.
Największy rozkwit państwa Ghassanidów przypadł na okres panowania Al-Haris II Dżabali al-Ghassani, panującego w okresie 529–569. Na początku swego panowania otrzymał on od cesarza bizantyjskiego Justyniana I Wielkiego tytuł fylarchy (najwyższa godność po cesarzu) i patrycjusza. W trakcie swego panowania poszerzył znacznie obszar królestwa i rozpoczął wojnę z properskimi Lachmidami. Politykę tę kontynuował jego syn i następca, Al-Munzir, który w roku 580 zdobył i spalił Al-Hirę – stolicę Lachmidów. Al-Munzir panował do roku 581, kiedy został zesłany na Sycylię i tron objął jego syn An-Numan, po którego śmierci państwo się rozpadło.
Nieudaną próbę odbudowy królestwa podjął w VII wieku cesarz bizantyński Herakliusz I. Zostali ostatecznie pokonani, walcząc po stronie Bizancjum w bitwie nad rzeką Jarmuk przez wojska muzułmańskie dowodzone przez Chalida ibn al-Walida. Po bitwie część Ghassanidów sprzymierzyła się z Arabami, a część wywędrowała do Anatolii.

## Królowie Ghassanidów
- do 529 Harith I al-Akbar (Harith I Wielki)
- 529–569 Hatith II al-Aradż (Harith II Kulawy, syn)
- 569 – Mundhir (syn)
- ? (syn; rozpad królestwa)
- ok. 636 Dżabala ibn al-Ajhama